# All I See
"All I See" är en sång av australiska sångerskan Kylie Minogue för hennes tionde studioalbum X. Den var skriven av Jonas Jeberg, Mich Hedin Hansen, Edwin Serrano, och producerad av Jeberg och Cutfather. Den släpptes som en digital singel i Nordamerika den 11 mars 2008.

## Format och låtlista
Amerikansk CD promo 1
1. "All I See" – 3:04
2. "All I See" (Instrumental) – 3:04

Amerikansk CD promo 2
1. "All I See" (feat. Mims) – 3:51
2. "All I See" (Instrumental) – 3:04

Australisk Itunes
1. "All I See" (feat. Mims) – 3:51
2. "All I See" (Instrumental) – 3:04
3. "In My Arms" (Spitzer Dub) – 5:05